# Franz Wilhelm August Göler von Ravensburg

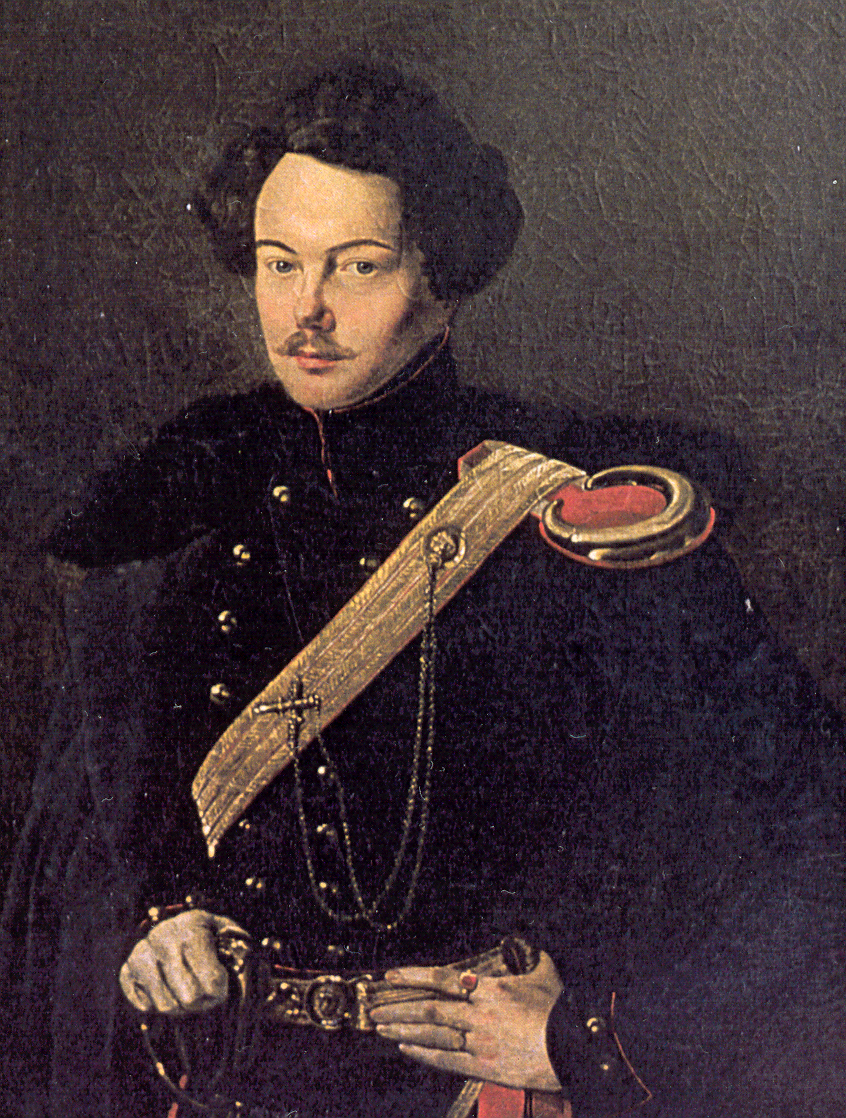
August Freiherr Göler von Ravensburg (1809–1862) badischer Generalmajor

Franz Wilhelm August Freiherr Göler von Ravensburg (* 28. April 1809 in Sulzfeld; † 10. Juni 1862 in Karlsruhe) war Großherzoglich badischer Generalmajor und Militärschriftsteller.

## Leben
Er war der Sohn des Majors Benjamin Göler von Ravensburg (1782–1834) und der Amalie von Reck (1785–1853). 1827 wurde er Leutnant in der badischen Artillerie, wo er bis zum Oberst aufstieg und zuletzt als Direktor der großherzoglichen Kunstanstalten eine Stellung erhielt, die seiner Neigung zu wissenschaftlich-antiquarischer Forschung entsprach. Er trat 1859 mit dem Rang eines Generalmajors in den Ruhestand.
Seine Veröffentlichungen waren Ergebnis langjähriger und gründlicher Untersuchungen über die Kriegführung Julius Caesars. Insbesondere sind zu erwähnen: Die Kämpfe bei Dyrrhachium und Pharsalus im Jahre 48 v. Chr. Eine kriegswissenschaftliche und philologische Forschung (Karlsruhe 1854), Cäsars gallischer Krieg in den Jahren 58–53 v. Chr. (Karlsruhe 1858) und Bürgerkrieg zwischen Cäsar und Pompejus im Jahre 50/49 v. Chr. (Heidelberg 1861).
Von 1839 bis 1841 und von 1861 bis zu seinem Tod war August Göler von Ravensburg als Vertreter des grundherrlichen Adels unterhalb der Murg Mitglied der Ersten Kammer der Badischen Ständeversammlung.
Am 1. August 1833 heiratete er in Karlsruhe Adelheid Freiin von Holzing (1813–1864), mit der er den Sohn Ernst-August (1837–1912) hatte.
Franz Wilhelm August Freiherr Göler von Ravensburg starb am 10. Juni 1862 in Karlsruhe und wurde auf dem Familienfriedhof der Freiherrn Göler von Ravensburg in Sulzfeld (Baden) beerdigt. Nach seinem Tode gab sein Sohn Freiherr Ernst August Göler von Ravensburg eine 2. Auflage der Werke seines Vaters heraus. Der Titel dieser Auflage lautet: Caesars Gallischer Krieg und Theile seines Bürgerkriegs nebst Anhängen über das römische Kriegswesen und über römische Daten. Nach dem Tode des Verfassers herausgegeben von Ernst August von Göler. (Tübingen 1880).

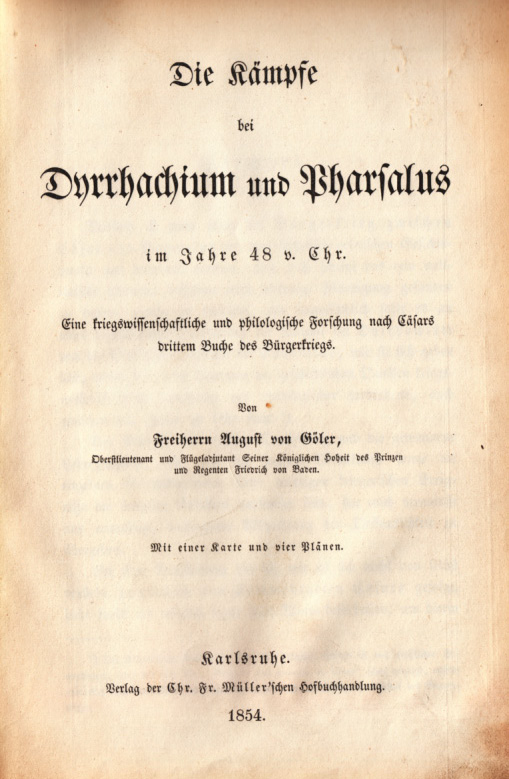
Titelseite seines Buchs Die Kämpfe bei Dyrrhachium und Pharsalus im Jahre 48 v. Chr., 1854
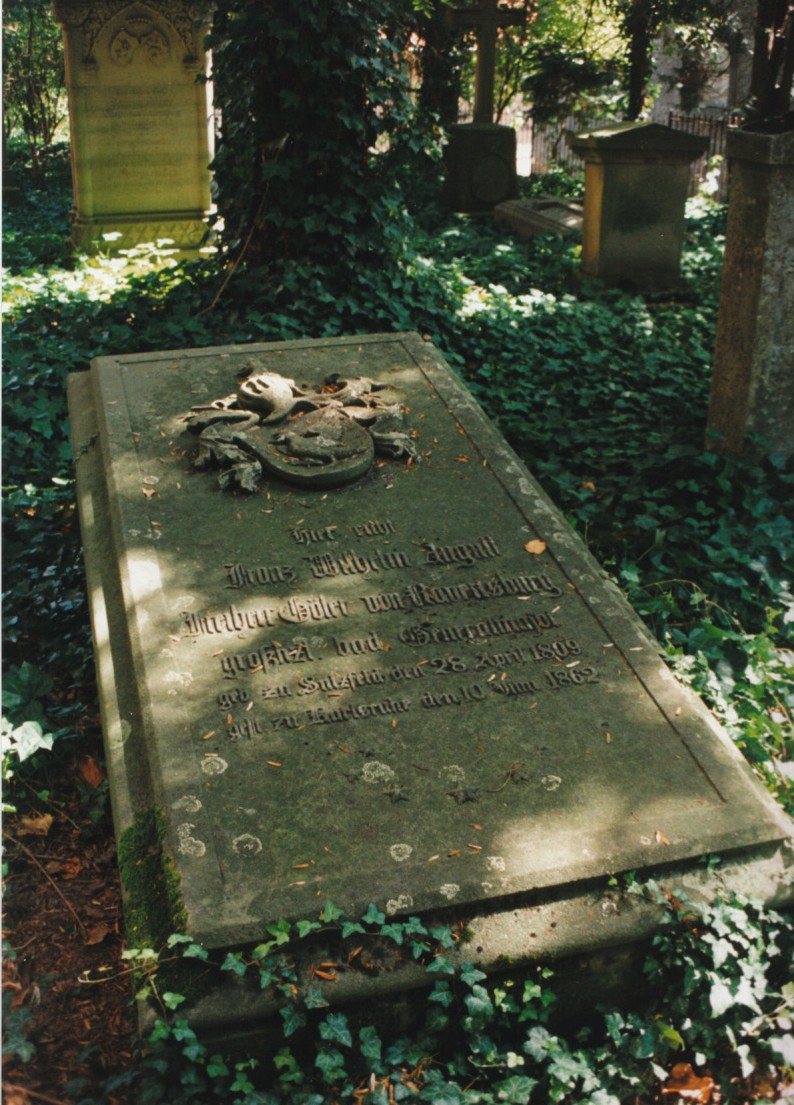
Grab des Freiherrn August Göler von Ravensburg in Sulzfeld